# Turngemeinde Hochheim am Main 1845
Der Turngemeinde Hochheim am Main 1845 e. V. (TG Hochheim) ist ein traditionsreicher Mehrspartensportverein aus Hochheim am Main (Main‑Taunus‑Kreis, Hessen) mit rund 2.100 Mitgliedern in 11 Abteilungen.

## Geschichte
Die Turngemeinde Hochheim am Main wurde im Jahr 1845 gegründet und zählt damit zu den ältesten Turnvereinen in der Region. Die Gründung erfolgte durch Georg Hofmann und weitere engagierte Turner, die das Turnen aus Mainz nach Hochheim brachten. Im August 1847 erhielt der Verein die offizielle Genehmigung durch die Landesregierung.
Ursprünglich als reiner Turnverein gegründet, entwickelte sich die Turngemeinde im Laufe der Zeit zu einem modernen Mehrsparten-Sportverein. Heute bietet die TG Hochheim eine Vielzahl von Sportarten an, darunter Gerätturnen, Schwimmen, Handball, Judo, Gymnastik und Basketball.
Ein besonderer Schwerpunkt des Vereins liegt auf der Kinder- und Jugendarbeit, die durch qualifizierte Übungsleiterinnen und Übungsleiter unterstützt wird. Die Förderung von sportlicher Ausbildung, Inklusion, Integration und Gemeinschaft stehen dabei im Mittelpunkt.
Die Vereinsanlagen umfassen zwei Sporthallen, mehrere Kegelbahnen, einen Kraftraum und eine Vereinsgaststätte. Zusätzlich nutzt die Turngemeinde weitere Sportstätten in Hochheim, wie die Georg-Hofmann-Halle, das Hochheimer Hallenbad und die Richard-Basting-Sportanlage.
Im Jahr 2025 feierte die Turngemeinde Hochheim ihr 180-jähriges Bestehen und blickt auf eine lange Tradition im Bereich Sport und Gemeinschaft zurück. Mit  2.100 Mitgliedern ist sie einer der größten Sportvereine in der Main-Taunus-Region.

## Organisation und Mitglieder
Der Verein umfasst ca. 2.100 Mitglieder in 11 Abteilungen und gilt als der größte Verein in Hochheim am Main.

## Abteilungen und Sportangebot
Die folgenden Abteilungen gehören zur TGH: Basketball, Schwimmen, Turnen, Tanzsport, Leichtathletik, Gymnastik, Handball, Judo, Taekwando ,Tanzsport, Sportkegeln, Tischtennis sowie Reha‑ und Behindertensport.

### Handball
Die Herrenmannschaft der Handballabteilung feierte 1981 mit dem Aufstieg in die viertklassige Handball-Oberliga Hessen unter Trainer Bernd Staudt ihren größten sportlichen Erfolg. Am Ende der Saison 1981/82 in der höchsten hessischen Spielklasse stand jedoch der Abstieg in die Verbandsliga.:14 Darüber hinaus nahm die Mannschaft an den Hauptrunden des DHB-Pokals 1992/93 und 1993/94 teil, musste sich aber beide Male gegen Zweitligisten geschlagen geben. 2006 erfolgte der Zusammenschluss mit dem TV Wicker zur HSG Hochheim/Wicker,:15 die 2015/16 in der A-Jugend Handball-Bundesliga spielte. Der Weltmeister Manfred Freisler, der Nationalspieler Steffen Weber und der Deutsche Meister Henry Kaufmann spielten in ihrer Jugend für die TG Hochheim. Für die HSG Hochheim/Wicker liefen Patrick Weber und der spätere serbische Nationalspieler Petar Đorđić auf.

## Infrastruktur
Am Vereinsstandort Ecke Jahnstraße / Nordenstädter Straße verfügt die TGH über eigene Einrichtungen: zwei Hallen, vier Kegelbahnen, Kraftraum und Gaststätte. Weitere genutzte Anlagen sind die städtischen Sporthallen am Wasserturm und das Hochheimer Hallenbad.

## Veranstaltungen
Regelmäßige Vereinsveranstaltungen, die meisten davon unabhängig von einer Vereinszugehörigkeit, umfassen unter anderem den Hochheimer Weinbergslauf, einen wöchentlichen freien Lauftreff, Familiensportfeste, Vereinsmeisterschaften sowie Jubiläums‑Events. Beim jährlichen Weinbergslauf fungiert die TGH als Gastgeber und Veranstalter. Dieser fand 2025 zum 21. Mal statt.